# Sukodono (Lumajang)
Sukodono (früher Soekodono und Soekadana) ist eine Siedlung in der Lumajang Regency in Jawa Timur auf der indonesischen Insel Java.

## Lage
Der Ort liegt ca. 5 km nördlich von Loemadjang an der Straße nach Probolinggo.

## Zuckerfabrik
Die Zuckerfabrik Soekodono befand sich östlich der Hauptstraße von Loemadjang nach Probolinggo an der Nebenstraße, die 5 km nördlich von Loemadjang in die Tenger-Hügel führt. Sie war über eine O&K-Schmalspurbahn mit Loemadjang verbunden.
Die Zuckerfabrik wurde von W. A. Baron Baud († 1879) gegründet. Sie ist seit 1930 nicht mehr in Betrieb.

## Lager
In der Nachkriegszeit um 1945–1947 gab es in Soekodono ein von Frau L. Barentz-Schelkers und Frau C. Versteegen verwaltetes Lager mit etwa 93 europäischen und indogermanischen Frauen und Kindern in acht schlecht gepflegten Flachdach-Häusern.